# 賴特鎮區 (密歇根州希爾斯代爾縣)
賴特鎮區（英語：Wright Township）是位於美國密歇根州希爾斯代爾縣的一個行政鎮區。

## 地方資料
賴特鎮區的面積為112.72平方千米，當中陸地面積為112.28平方千米，而水域面積為0.44平方千米。根據2020年美國人口普查的數據，當地共有人口1618人，而人口密度為每平方千米14.35人。